# Vanessa Lee Chester

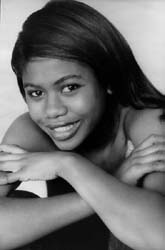
Imagem de Vanessa Lee Chester.

Vanessa Lee Chester, (nascida em 2 de julho de 1984) é uma atriz norte americana. Ela atuou em vários projetos, o mais conhecido é no papel da filha de Ian Malcolm, Kelly no filme de Steven Spielberg de 1997, The Lost World: Jurassic Park, em "Harriet The Spy" em 1996 e no filme A Princesinha (1995)
Entretanto, desde o lançamento dos filmes, ela praticamente atuou aparecendo na televisão, como nas séries Malcolm in the Middle e The West Wing.